# Quadrangle Syrtis Major
El quadrangle de Syrtis Major és un dels 30 mapes quadrangulars de Mart utilitzats pel Programa de Recerca en Astrogeologia del Servei Geològic dels Estats Units (USGS). El quadrangle de Syrtis Major també es coneix com MC-13 (Carta de Mart-13).

## Característiques
La seva nomenclatura al·ludeix al golf de Sirte, a Líbia.
Entre els elements estructurals més destacats del quadrangle s'hi troba una part de Terra Sabaea, el Syrtis Major Planum, la Nili Fossae, l'Isidis Planitia, així com la dicotomia marciana.
Entre els cràters situats en el quadrangle s'hi troben, entre molts altres, Jezero i Leighton.